# Opština Babušnica
Die Opština Babušnica (serbisch-kyrillisch Општина Бабушница ‚Gemeinde Babušnica‘) ist eine Gemeinde (serbisch Opština) im Okrug Pirot in Serbien. Verwaltungshauptstadt ist die gleichnamige Stadt Babušnica.

## Dörfer in der Opština
- Aleksandrovac
- Berduj
- Berin Izvor
- Bogdanovac
- Bratiševac
- Brestov Dol
- Valniš
- Veliko Bonjince
- Vojnici
- Vrelo
- Vuči Del
- Gornje Krnjino
- Gornji Striževac
- Gorčinci
- Grnčar
- Vava
- Dol
- Donje Krnjino
- Donji Striževac
- Draginac
- Dučevac
- Zavidince
- Zvonce
- Izvor
- Jasenov Del
- Kaluđerovo
- Kambelevci
- Kijevac
- Leskovica
- Linovo
- Ljuberađa
- Malo Bonjince
- Masurovci
- Mezgraja
- Modra Stena
- Našuškovica
- Ostatovica
- Preseka
- Provaljenik
- Radinjinci
- Radosinj
- Radoševac
- Rakita
- Rakov Dol
- Raljin
- Resnik
- Stol
- Strelac
- Studena
- Suračevo
- Crvena Jabuka
- Štrbovac